# Черноярие
 Черноярие  — деревня в Юринском районе Республики Марий Эл. Входит в Марьинское сельское поселение.

## География
Находится в юго-западной части республики Марий Эл на расстоянии приблизительно 32 км по прямой на север-северо-запад от районного центра посёлка Юрино.

## История
Основана предположительно в XIX веке. Альтернативное название Котомино. В 1925 году в деревне насчитывалось 70 дворов и 358 жителей, по национальности русские. В советское время работали колхозы «Авангард», « Красный исток», «Победа». В 1993 году в деревне проживали 42 человека.

## Население
Постоянное население составляло 20 человек (русские 100 %) в 2002 году, 14 в 2010.